# Escola de Heidelberg

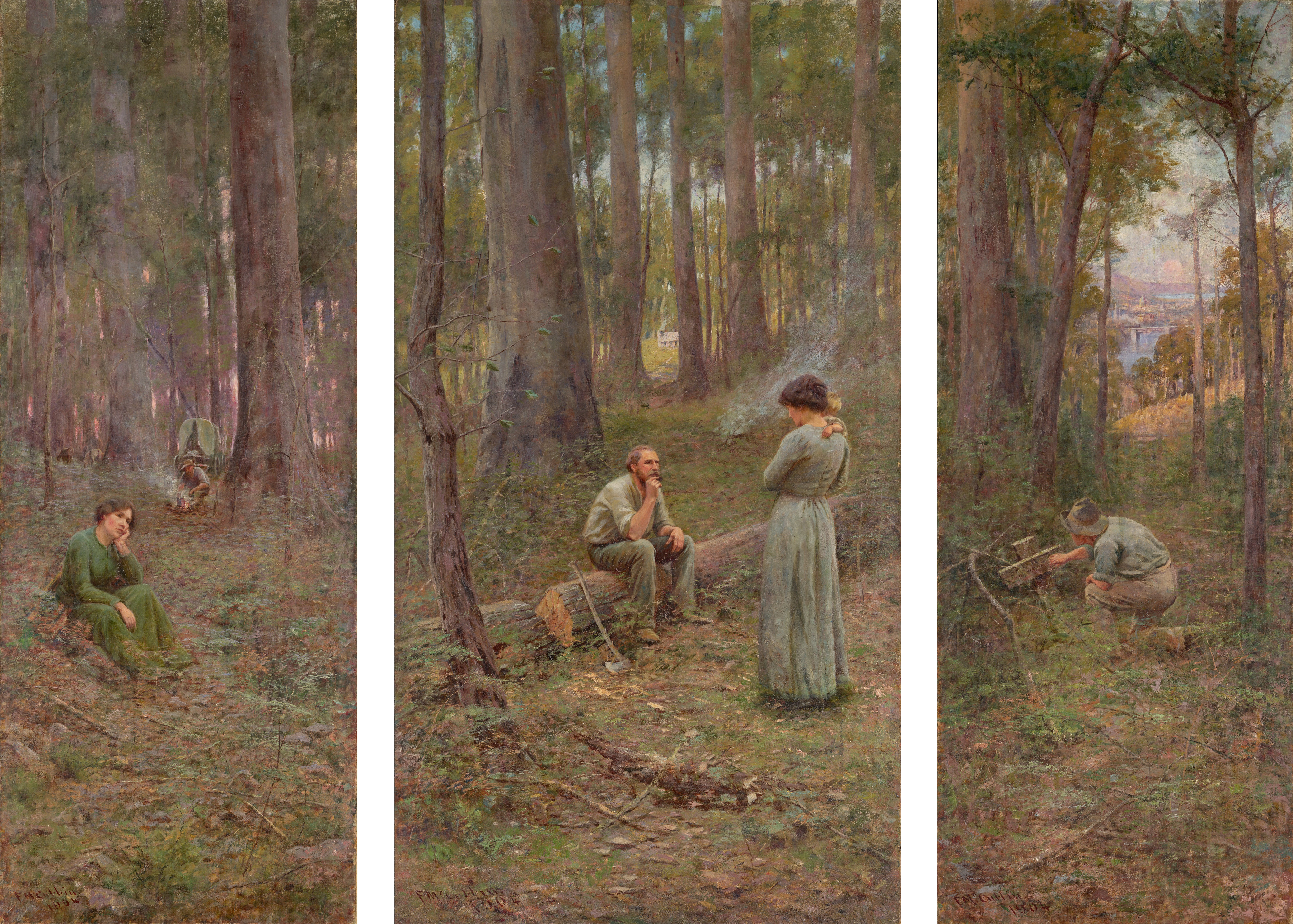
El pioner de Frederick McCubbin (1904)

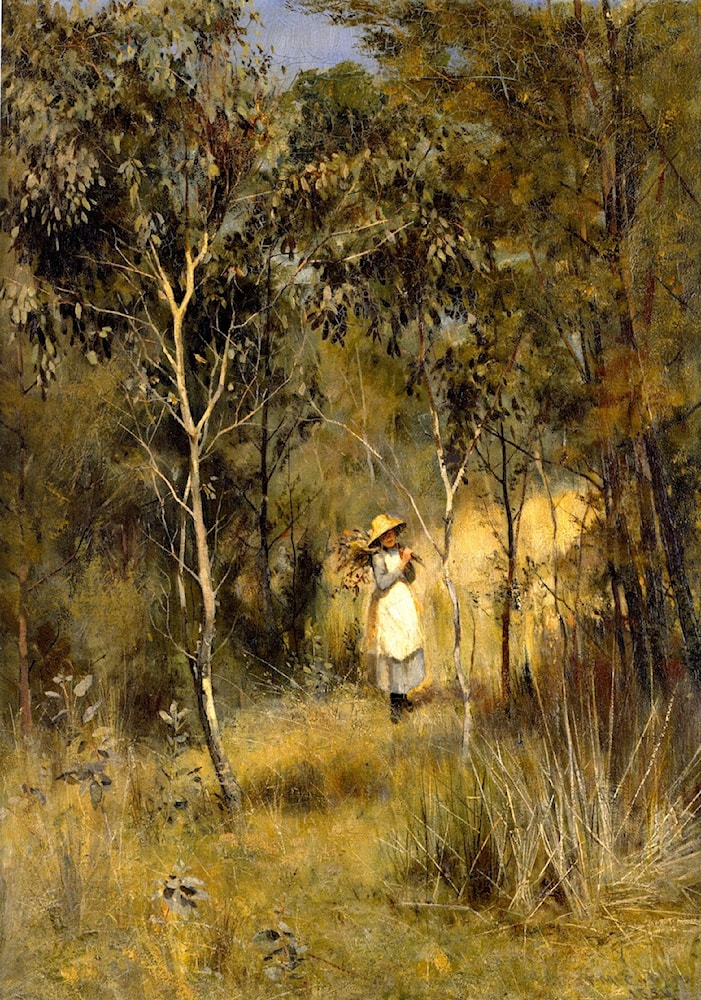
Gathering Mistletoe (Recollint vesc) de Frederick McCubbin (1886)

L'Escola de Heidelberg fou un moviment artístic de pintors australians encapçalat per Tom Roberts que es van conèixer en la trobada de pintors d'Eaglemont (Heidelberg, Victòria, Austràlia), el qual, posteriorment, fou denominat impressionisme australià.

## Característiques
L'art característic d'aquesta escola (basat en les pintures impressionistes a l'aire lliure) recollia temes pròpis de la regió i va estar molt vinculat a l'aparició d'una literatura australiana autòctona. Es va desenvolupar entre el 1888 (centenari d'Austràlia) i el 1901. La manca de suport local i el desig d'aprendre i adquirir experiència a l'estranger, però, van fer que cap al 1900 la majoria dels membres del grup ja s'hagués traslladat a Europa. Tanmateix, la seua visió de la vida i el paisatge australians va dominar l'art australià de la dècada del 1920 i, fins i tot, va trobar nous seguidors en l'obra d'alguns paisatgistes australians i pintors del realisme social de dècades posteriors.

## Artistes associats
- Alice Boyd
- Louis Buvelot
- Charles Conder
- David Davies
- Emanuel Phillips Fox
- Ethel Carrick Fox
- Eugene Von Guerard
- Frederick McCubbin
- Jane Price
- Tom Roberts
- John Thomas Nightingale Rowell
- William Nicholas Rowell
- Arthur Streeton
- Clara Southern
- Jane Sutherland
- Tudor St George Tucker
- May Vale
- Walter Withers[3]

## Galeria

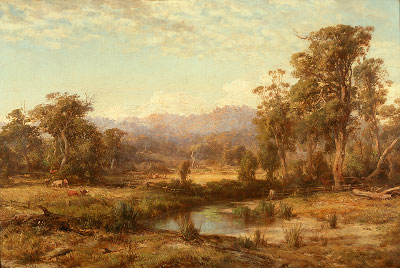
Louis Buvelot, Macedon Ranges, 1874
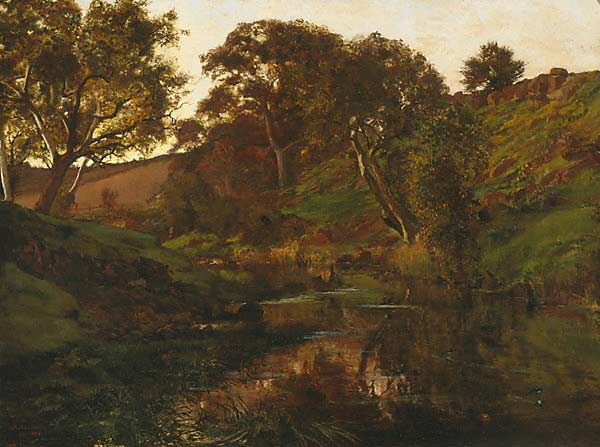
Julian Ashton, Evening, Merri Creek, 1882
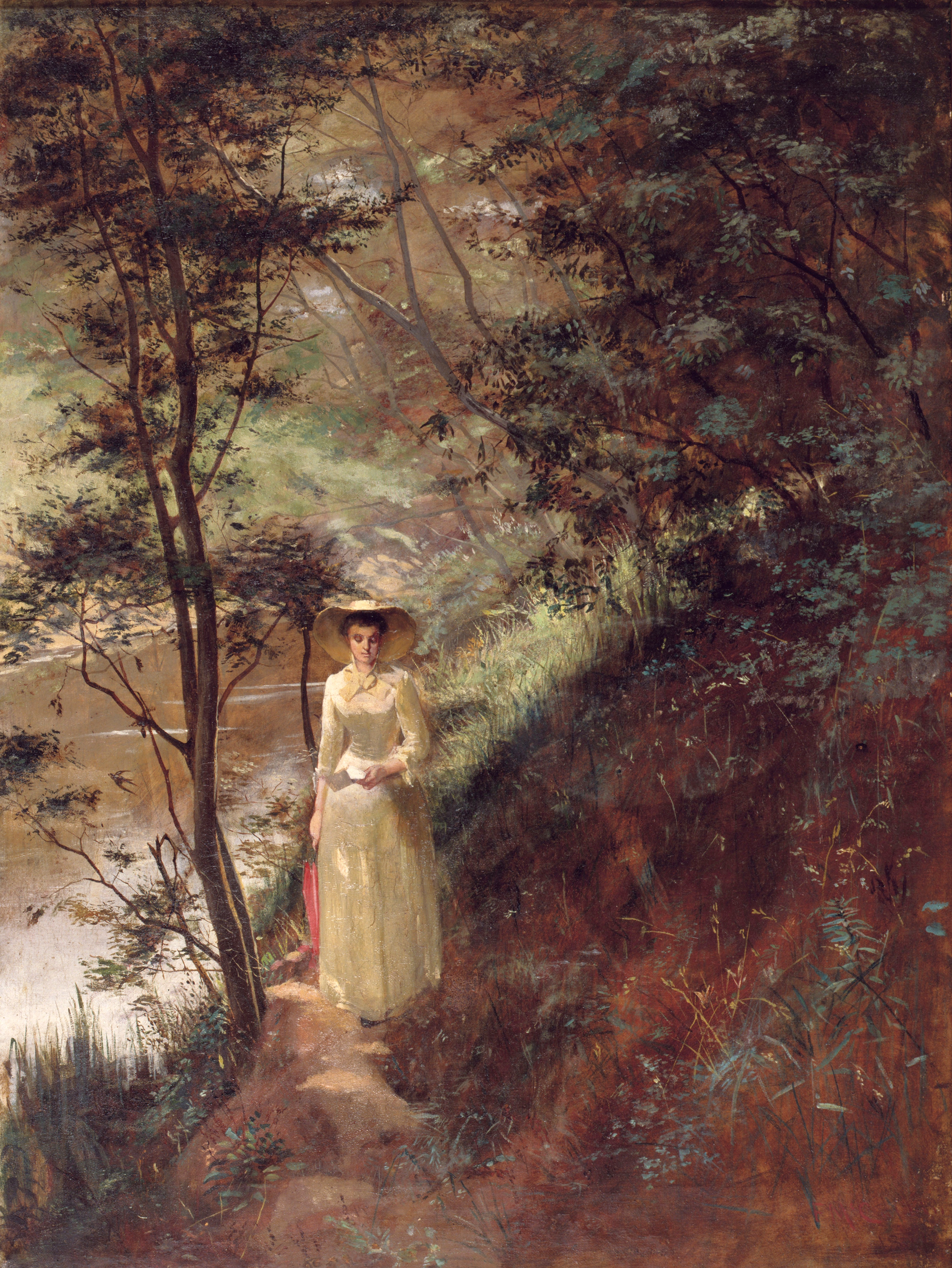
Frederick McCubbin, The Letter, 1884
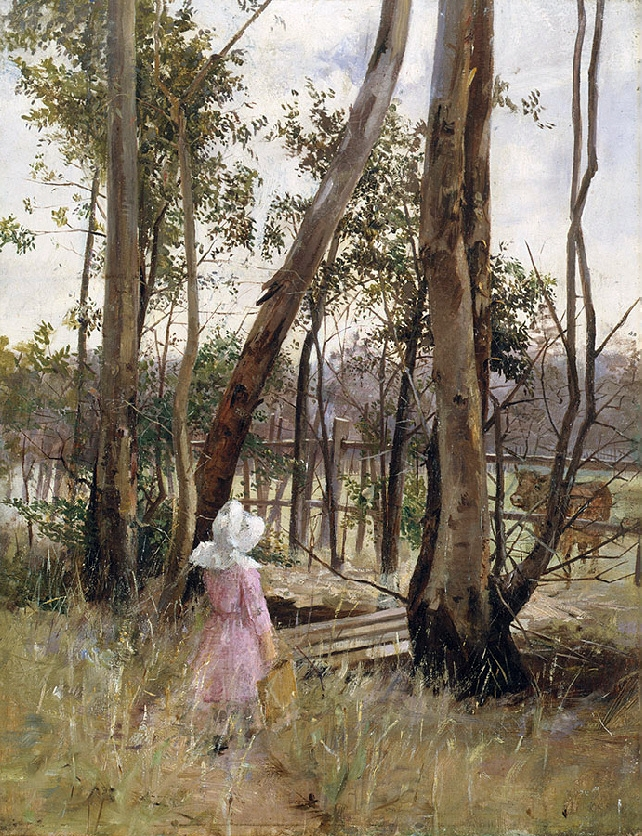
Jane Sutherland, Obstruction, Box Hill, 1887
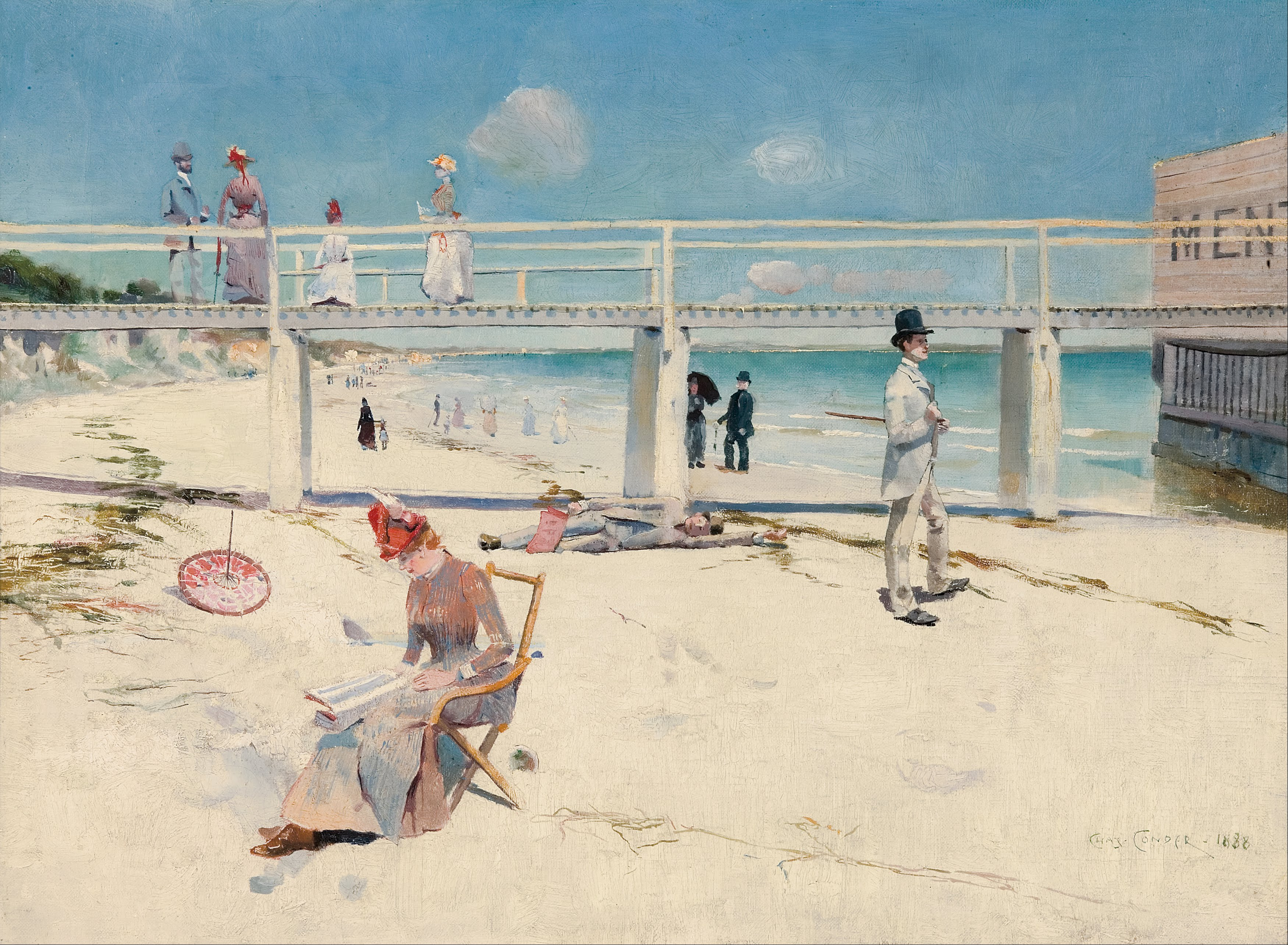
Charles Conder, A holiday at Mentone, 1888
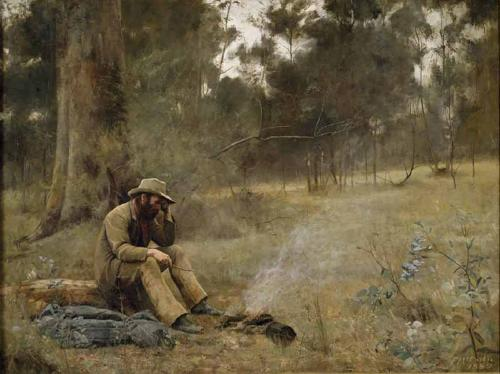
Frederick McCubbin, Down on His Luck, 1889
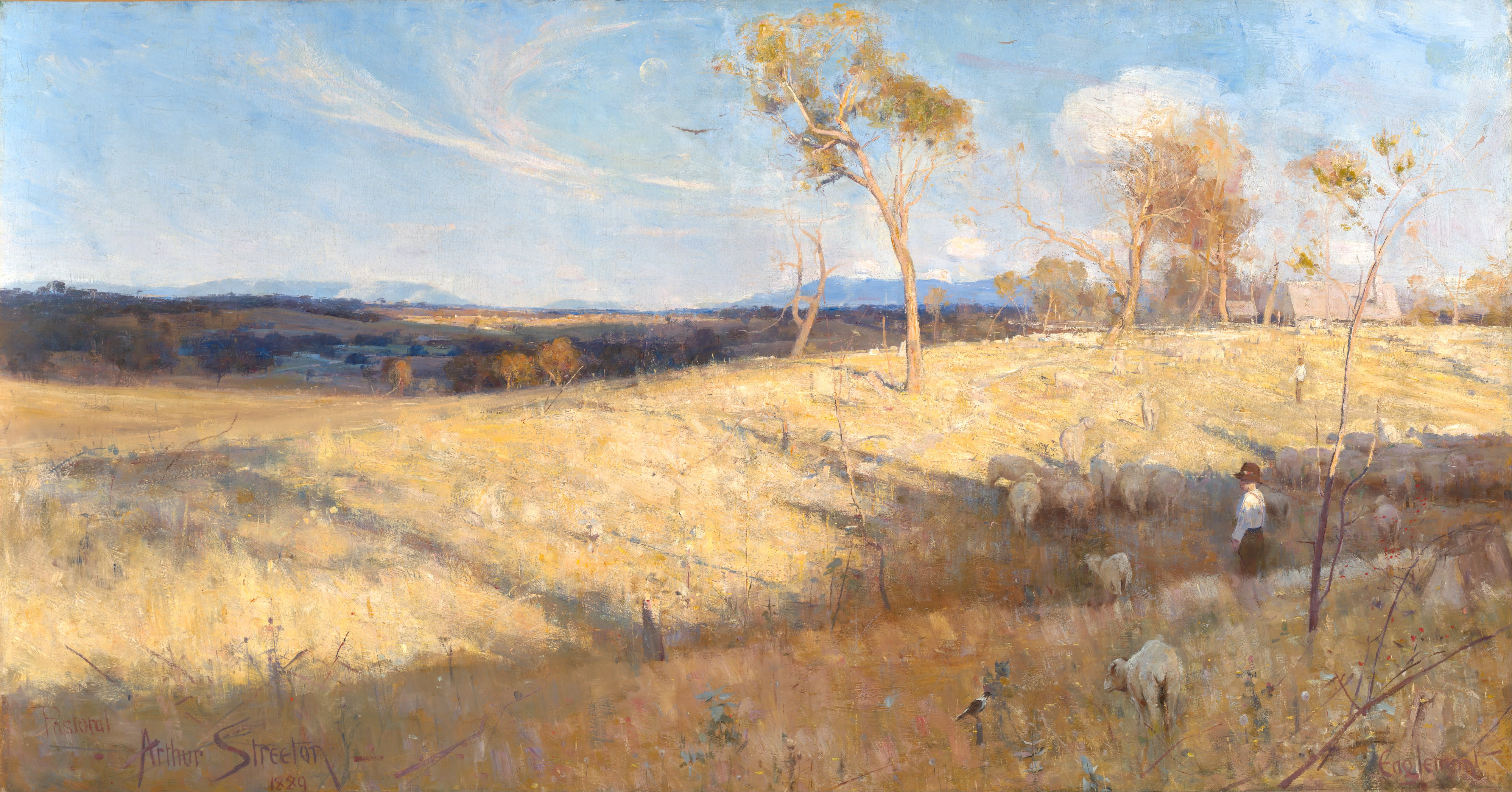
Arthur Streeton, Golden Summer, Eaglemont, 1889
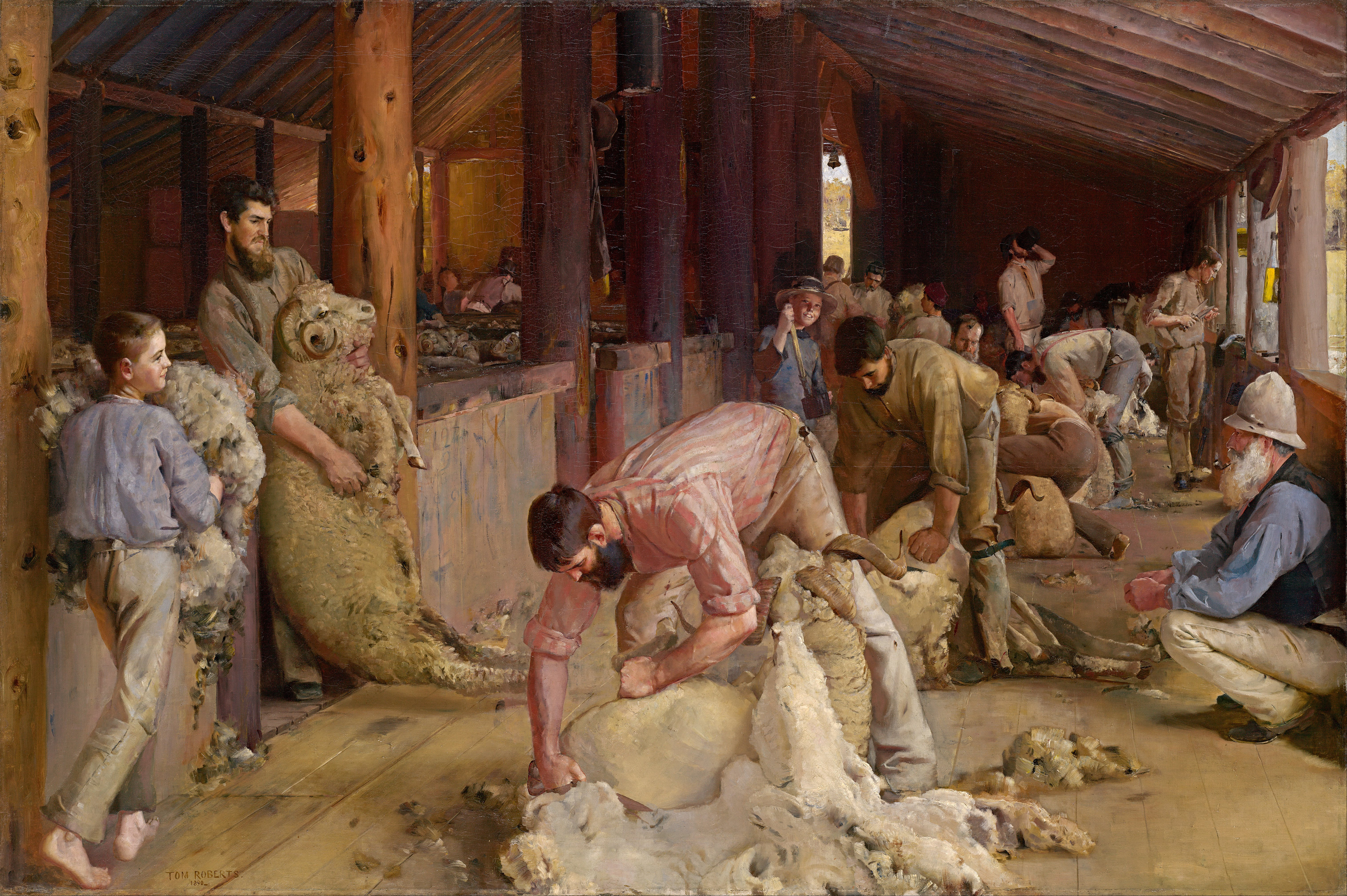
Tom Roberts, Shearing the Rams, 1890
Arthur Streeton, Fire's On, 1891
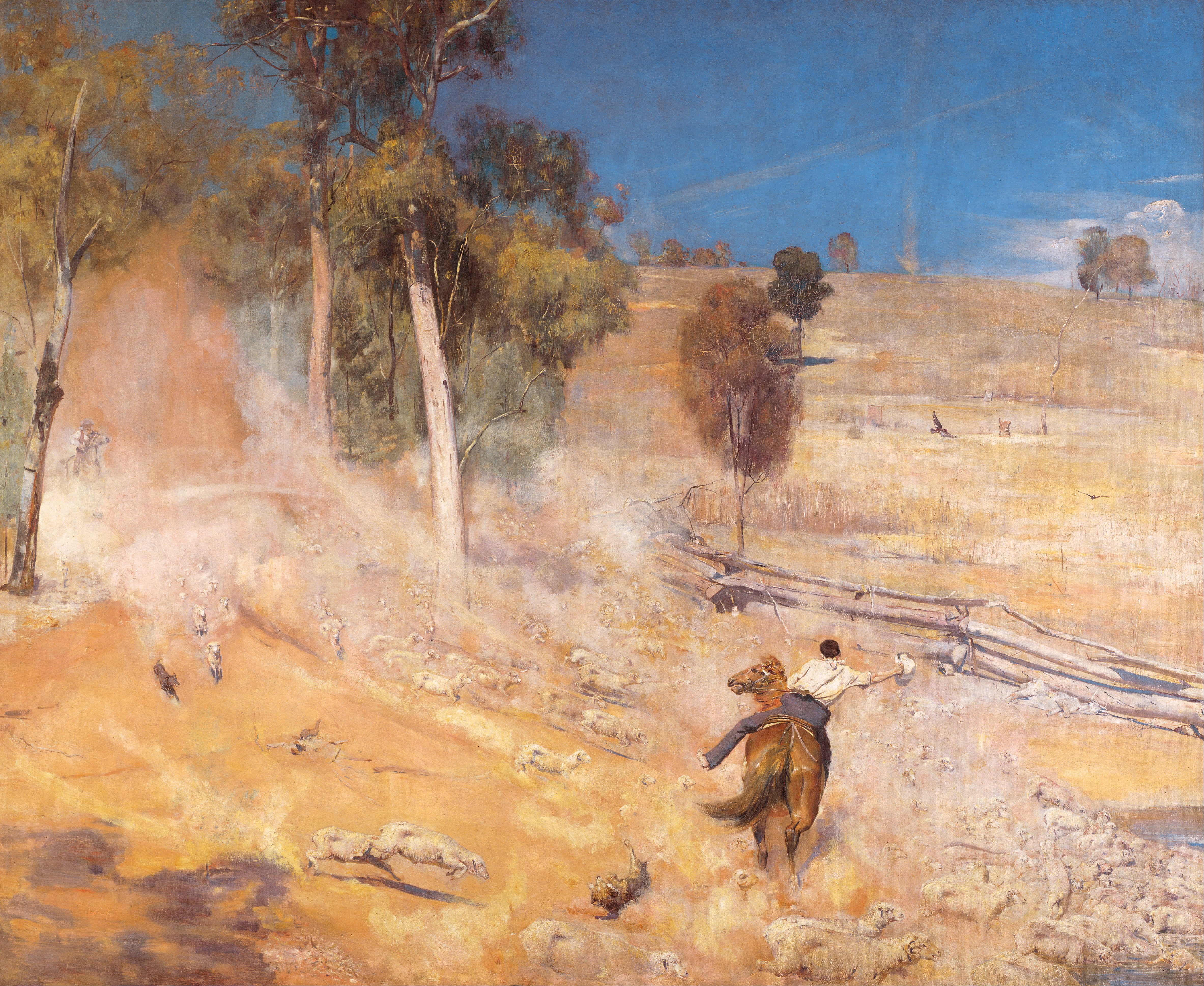
Tom Roberts, A break away!, 1891
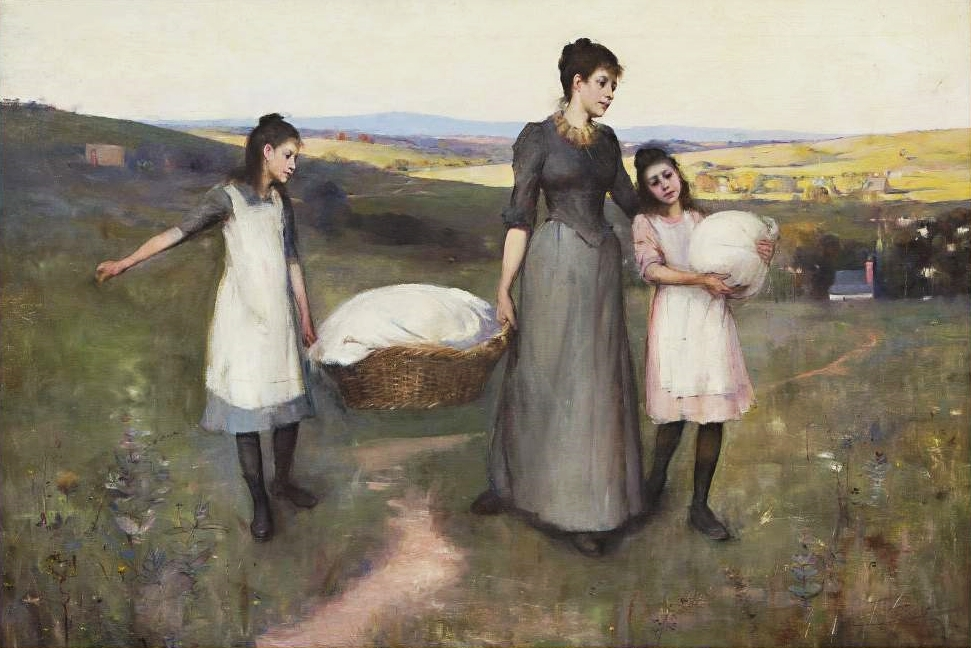
Leon Pole, The Village Laundress, 1891
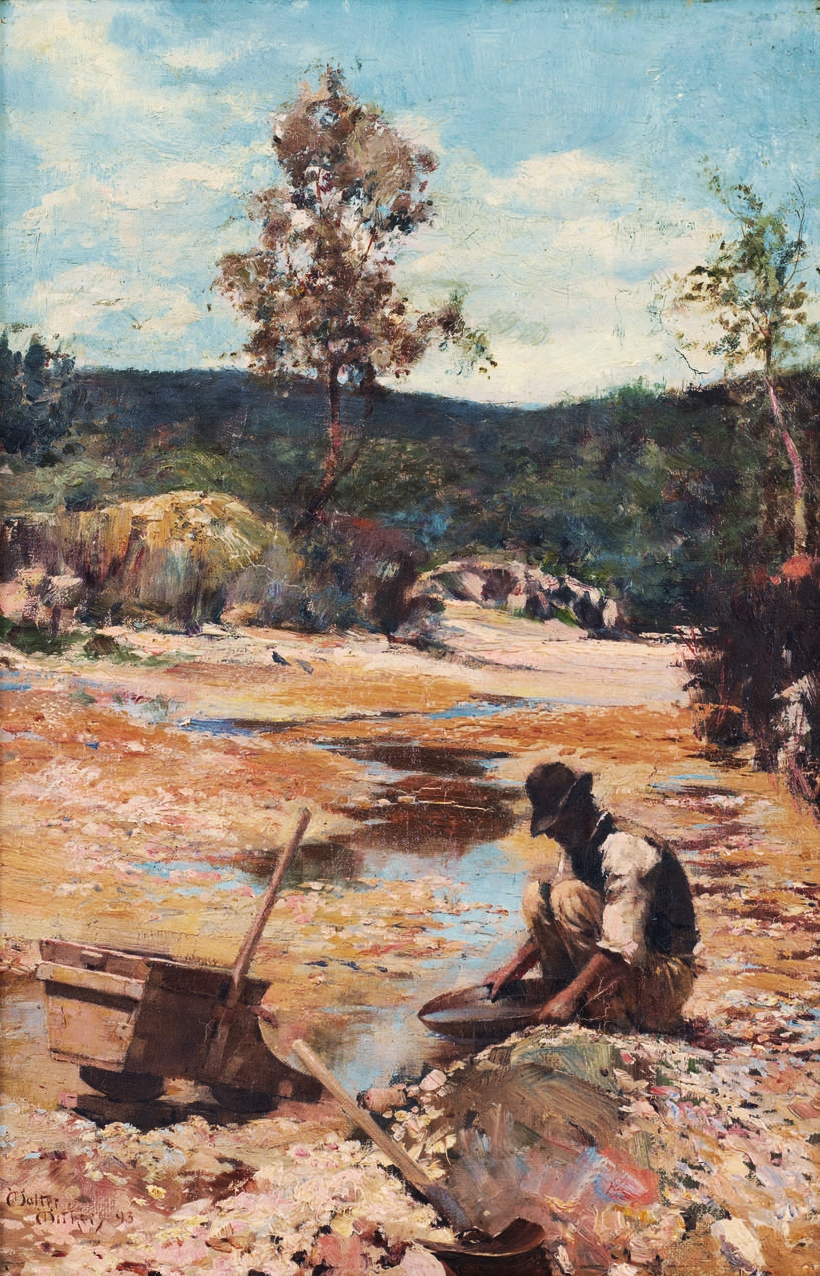
Walter Withers, Panning for Gold, 1893